# وائل غنيم
وائل سعيد عباس غنيم (23 ديسمبر 1980، القاهرة) ريادي أعمال وناشط ومهندس حاسوب مصري، كان يعمل في منصب المدير الإقليمي لشركة جوجل لتسويق منتجاتها في الشرق الأوسط وشمال أفريقيا، شارك في تأسيس شركة (باريلو) في عام 2015 وهي شركة ناشئة استحوذتْ عليها لاحقاً كوارا عام 2016، ويعمل حالياً زميل تدريس غير مقيم في مركز آش للحوكمة الديمقراطية والابتكار في كلية كنيدي جامعة هارفارد.
كان سبب شهرة وائل غنيم كناشط سياسي عندما قام بتأسيس صفحة كلنا خالد سعيد على الفيسبوك عام 2010 - بدون كشف هويته - والتي تأسست تزامناً مع أحداث مقتل الشاب المصري خالد سعيد، كان هدف الصفحة هو حشد الأراء للمطالبة بالقصاص ومحاكمة قتلة خالد سعيد وإلغاء الطوارئ، وفي 14 يناير بعد نجاح ثورة الياسمين بتونس طرح منشوراً من خلال الصفحة طالب الشباب بالتظاهر السلمي يوم 25 يناير والتي كانت مظاهرات سلمية من أجل إلغاء الطوارئ والمطالبة بالإصلاح السياسي ولكن تحولتِ التظاهرات إلى ثورة شعبية أدت إلى إسقاط الرئيس حسني مبارك وتخليه عن الحكم.
في 3 فبراير أعلنت جوجل عن اختفاء أحد موظفيها بالقاهرة وتم الكشف عن أنه تم اعتقاله بعد يومين مِنَ اندلاع الثورة في مبنى مباحث أمن الدولة مكبلاً ومغمض العينين لمدة 12 يوم، بعد الإفراج عنه والكشف عن هويته كمؤسس للصفحة تحول وائل غنيم لأحد أبرز رموز ثورة يناير بل واعتبره البعض «مفجراً للثورة» و«العقل المدبر لها»، وذلك لدوره من خلال الصفحة والتي كانت أول جهة وأول دعوة تطالب وتشجع الشباب على المشاركة في مظاهرات يوم 25 يناير وقبل أي جهة سياسة أخرى.
في مارس 2011 تم اختياره لنيل جائزة كينيدي للشجاعة. كما اختارته مجلة التايم ليكون الاسم الأول في قائمتها السنوية لقائمة أكثر 100 شخصية تأثيراً حول العالم.

## حياته المهنية
ولد وائل غنيم في القاهرة عام 1980م وانتقل مع والديه ليعيش في مدينة أبها بالمملكة العربية السعودية في عام 1981 ثم عاد مرة أخرى إلى القاهرة وهو في سن الثالثة عشرة واستكمل تعليمه الجامعي فيها. حصل على شهادة البكالوريوس في هندسة الحاسبات من كلية الهندسة بجامعة القاهرة عام 2004م، كما حصل على شهادة الماجستير في إدارة الأعمال بامتياز من الجامعة الأمريكية بالقاهرة عام 2007 م.
يعمل غنيم في مجال الإنترنت منذ عام 1998 حيث قام حينها بإطلاق طريق الإسلام IslamWay.com، أحد أكبر المواقع العربية زيارة حتى يومنا هذا. أسس وائل غنيم الموقع وقام بإدارته لمدة ثلاث سنوات.
عمل في الفترة بين عامي 2002 و2005م في شركة جواب (Gawab.com) لخدمات البريد الإلكتروني، والتي وصل عدد مشتركيها لأكثر من خمسة ملايين مشترك في أرجاء الوطن العربي.
قام في الفترة من 2005 إلى 2008م بتكوين وإدارة الفريق الذي قام بإنشاء بوابة معلومات مباشر (Mubasher.info) وهي أكبر بوابة معلوماتية باللغة العربية متخصصة في مجال أسواق المال.
انتقل وائل غنيم إلى دبي، الإمارات في يناير 2010 حيث شغل منصب المدير الإقليمي في شركة جوجل لتسويق منتجاتها في الشرق الأوسط وشمال أفريقيا، وأشرف على تعريب وتطوير منتجات الشركة، كما أن له جهوداً ومشاركات في مشروعات عديدة متنوعة تهدف إلى دعم المحتوى العربي على الإنترنت. وانتقل للعيش في مدينة دبي بالإمارات العربية المتحدة سنة 2010 ليعمل في فرع الشركة الرئيسي هناك.

## دوره في ثورة 25 يناير

### تأسيس صفحة كلنا خالد سعيد
قام وائل غنيم أثناء عمله في دبي بتأسيس صفحة «كلنا خالد سعيد» على موقع فيسبوك في 10 يونيو عام 2010, تضامناً مع الشاب المصري خالد سعيد الذي تقول عائلته ومنظمات حقوقية أنه توفي بعد تعرضه للضرب والتعذيب على أيدي مخبرين تابعين للشرطة بمدينة الإسكندرية في 6 يونيو عام 2010 م، مما أثار احتجاجات واسعة آنذاك.
وبعد أيام قليلة من إنشائه الصفحة قام بدعوة أحد أصدقائه الإلكترونيين وقتها وهو عبد الرحمن منصور للتطوع كمشرف ثان لها. قضية خالد سعيد مثلت بدورها تمهيداً هاماً لاندلاع الثورة. وفي ديسمبر 2010 عرض عبد الرحمن منصور على وائل غنيم أن يتم تنظيم حدث يوم عيد الشرطة في الخامس والعشرين من يناير على غرار ما قامت به حركة 6 أبريل في عام 2008. ولكن بعد هروب الرئيس التونسي زين العابدين بن علي، قام وائل متأثراً بآراء أعضاء الصفحة التي وضعوها في تعليقاتهم بتغيير الحدث إلى ما أسماه: «ثورة على التعذيب والبطالة والفساد والظلم» وذلك في الرابع عشر من يناير 2011. وكانت هذه هي أول دعوة إلى ثورة 25 يناير. انتشرت الدعوة بين أعضاء الصفحة الذين تجاوزوا آنذاك أكثر من 350,000 عضو وتبنتها العديد من الحركات والمجموعات السياسية والحقوقية.
تعاون وائل غنيم – بدون كشف هويته - مع النشطاء في الموجودين في الشارع للإعلان عن أماكن المظاهرات.
نظمت صفحة خالد سعيد العديد من النشاطات مثل الوقفات الصامتة وحملة التواصل مع الشرطة.

### اندلاع الثورة واعتقاله
في يوم الثلاثاء 25 يناير عام 2011 م اندلعت الثورة الشعبية، وفي مساء يوم الخميس 27 يناير خُطف وائل غنيم واعتقله ليلاً أشخاصٌ يرتدون زياً مدنياً وأخذوه إلى مباحث أمن الدولة. وظلت أسرته تبحث عنه دون أن تدري أين هو. ولم تعترف السلطات بأنها التي اعتقلته رغم الجهود التي بذلتها أسرته إضافة إلى شركة جوجل، ثم بدا أن النظام لم يقو على مقاومة الضغوط الشعبية الشبابية في هذا الشأن فخرج رئيس الوزراء الجديد أحمد شفيق ليعد بسرعة الإفراج عنه. وحتى يثبت مصداقية الحكومة في فتح باب الحريات وعدم القبض على من يعبر عن رأيه. وفعلاً أفرج عنه يوم الاثنين 7 فبراير 2011 م بعد أن قضى 12 يوماً في السجن وهو معصوب العينين.
ولدى خروجه من السجن أدلى بتصريح قال فيه: «أولاً أعزّي كل المصريين الذين توفوا، وأنا أعتذر لهم وأقول لهم لم يكن أحد بيننا يكسّر. نحن كلنا كنا في مظاهرات سلمية وكان شعارنا (لا تكسّر). أريد أن أقول أيضاً أرجوكم لا تجعلوا مني بطلاً أنا مجرد شخص كان نائماً اثني عشر يوماً والأبطال الحقيقيون هم الموجودون في الشارع وأتمنى أن تلقوا الضوء عليهم. أنا الحمد لله بخير وإن شاء الله سنغيّر بلدنا، وكلنا بيد واحدة لتنظيف بلدنا».

### الظهور الإعلامي بعد الاعتقال
ظهر وائل غنيم على قناة دريم المصرية بعد خروجه من السجن للتحدث عن اعتقاله وعن أهدافه من المظاهرات، وأشار إلى أن حبه لمصر وشعوره بالأسف للحال التي هي عليها هو مادفعه إلى المطالبة عبر مجموعة (كلنا خالد سعيد) على فيسبوك للخروج يوم 25 يناير 2011 م. نافياً أن يكون هناك أجندات خارجية أو إقليمية أو حتى وجود من يوجه هؤلاء الشبان من الخارج قائلاً «إن أجندتنا الوحيدة هي حب مصر».
ولدى ذكر الشهداء الذين سقطوا خلال المواجهات وعرض صورهم انهار وائل غنيم وأجهش بالبكاء. واعتذر من أمهات الشهداء قائلاً وهو يبكي: «أريد أن أقول لكل أم ولكل أب فقد ابنه.. أنا آسف لكن هذه ليست غلطتنا.. والله العظيم ليست غلطتنا.. هذه غلطة كل من كان متمسكا بالسلطة ومتشبثاً بها... عايز أمشي»، ثم انسحب من البرنامج.
كتب موقع مصراوي على شبكة الإنترنت بعد ساعتين من ظهور غنيم على شاشات التلفزيون: «دموع غنيم حركت الملايين حتى إنها قلبت موقف البعض السياسي حيث تحولوا من موقف المؤيد للبقاء (بقاء مبارك) إلى موقف المعارض».
وانضم في نفس الليلة إلى صفحته على فيسبوك مئات الآلاف وأعلنوا دعمهم لثورة الشباب المصري، فيما التحق حوالي 200 ألف شخص بصفحة جديدة على الموقع الاجتماعي حملت عنوان «أفوض وائل غنيم للتحدث باسم ثوار مصر»  خلال يوم واحد فقط من ظهوره على شاشات التلفاز بعد الإفراج عنه.

### اليوم التالي لخروجه من السجن
استقبل في اليوم التالي لخروجه من السجن - وهو يوم الثلاثاء 8 فبراير عام 2011 م - استقبالًا حاشداً في ميدان التحرير بوسط القاهرة الذي أصبح رمزاً للثورة الشعبية، وقال للمتظاهرين الذين صفقوا له بحرارة «لست بطلًا، بل أنتم الأبطال، فأنتم الذين بقيتم هنا في الميدان».
وأكد غنيم أنه لا يريد التحدث إلى وسائل الإعلام الأجنبية، لكنه أدلى بتصريح لشبكة سي إن إن الأمريكية قال فيه إنه «مستعد للموت» من أجل التغيير في مصر.وقد سوّغ غنيم هذا التصريح الذي جاء مخالفاً لما التزم به بأنه كان للرد على تصريح لعمر سليمان لشبكة أمريكية وأنه أراد أن يوضح صورة الشباب التي حاول البعض تشويهها في الخارج. وتم اختياره في صباح هذا اليوم ناطقاً باسم شباب التحرير. ينظر له على أنه الملهم لهؤلاء الشبان وذلك لبساطته في الحديث وقربه من قلوب المستمعين.

## نشاطاته بعد الثورة
أعلن وائل غنيم أنه يخطط لترك جوجل ليتفرغ لتأسيس منظمة غير حكومية لمكافحة الفقر وتحسين مستوى التعليم في مصر.
أسس بعد الثورة مع مجموعة من الشخصيات التقنية المعروفة في مصر جمعية أهلية تهتم بمحاربة الفقر ونشر العلم في مصر باستخدام التكنولوجيا باسم مؤسسة نبضات والتي كان من ثمارها أكاديمية التحرير.
شارك غنيم في عام 2015 في تأسيس مشروع «بارليو» Parlio وهو شركة ناشئة قامت كوارا بالإستحواذ عليها في أبريل 2016.
وفي عام 2015 تم تعيينه كزميل تدريس غير مقيم في مركز آش للحوكمة الديمقراطية والابتكار في كلية كنيدي جامعة هارفارد.

## مؤلفاته
ألف كتاب عن ثورة 25 يناير بعنوان الثورة 2.0 يسرد هذا الكتاب وقائع وأحداث الثورة المصرية في 25 يناير (كانون الثاني) 2011، من خلال معايشة الكاتب لها. وتبرز أهمية الكتاب في أن مؤلفه كان أحد النشطاء المحركين لفكرة الثورة، من خلال حملة بثها على فيسبوك، وتجاوب معها الآلاف من الشباب.

## الحياة الخاصة
تزوج من إيلكا جوهانسون (بالإنجليزية: Ilka Johannson)‏ وتطلق منها في نوفمبر 2019، وله ولدان منها؛ إسراء وآدم.

## الجوائز
اختارت مجلة تايم الأمريكية وائل غنيم ليكون الاسم الأول في قائمة الأكثر 100 شخصية تأثيراً حول العالم. وقد ألقى وائل غنيم كلمة في الحفل الذي أقامته مجلة التايم الأمريكية بدأها بدقيقة حداد على أرواح الشهداء 
تم اختيار وائل غنيم لاستلام جائزة جون كينيدي السنوية في الشجاعة. تسلم وائل غنيم باعتباره أحد رموز ثورة يناير، جائزة جون كيندى للشجاعة التي تمنحها مؤسسة جون كيندي خلال العشاء السنوى الثالث والعشرون للمؤسسة، بولاية بوسطن الأمريكية، بحضور مجموعة من السياسيين والكتاب والمؤرخين وكبار الشخصيات. حصل غنيم على الجائزة مناصفة مع إليزابيث رودنبرج، عضو مجلس مدارس نورث كارولينا، التي كافحت ضد تقسيم الدوائر بسبب مخاوف من العزل العنصرى.
فيما سلمت كارولين كينيدي، إحدى بنات الرئيس الأمريكي الراحل، الجائزة لوائل باسم «شعب مصر» لجهوده في تأسيس صفحة «كلنا خالد سعيد» التي لعبت دوراً كبيراً في تنظيم الاحتجاجات التي أطاحت بالرئيس السابق حسني مبارك، وأضافت أن غضبه الافتراضي على صفحات الإنترنت هو ما دفع إلى إشعال شرارة الثورة، فقد أعطى الحركة الجديدة في الشارع زخما شديداً، والجائزة هي تكريم وتقدير له والشعب المصري لدورهم في تشجيع جيل جديد من النشطاء الباحثين عن الحرية والديمقراطية.
جائزة كينيدي هي جائزة سنوية تقدمها عائلة الرئيس الراحل جون كينيدي ومن بين الحاصلين على الجائزة الرئيس الأمريكي السابق جيرالد فورد والأمين العام للأمم المتحدة السابق كوفي عنان
أعلنت سفارة السويد بالقاهرة حصول الناشط المصري وائل غنيم على «الجائزة السنوية لحرية الصحافة» لهذا العام، والمقدمة من القسم السويدي في منظمة «مراسلون بلاد حدود».
حظى الناشط وائل غنيم بالمرتبة الثانية في قائمة «أقوى 500 شخصية عربية» التي نشرتها مجلة «أريبيان بيزنس» لعام 2011 وهي قائمة تتضمن أقوى 500 استطاعوا التأثير بدرجة كبيرة في مجتمعاتهم أو في المجتمعات التي يعيشون فيها.

## وصلات خارجية
- كلمة وائل غنيم على يوتيوبفي حفل نظمته مجلة التايم الأمريكية، لأكثر مائة شخصية مؤثرة في العالم.
- مقالات بقلم وائل غنيم في موقع الساحة العربية...
- مقطع على اليوتيوب يظهر أول تصريح لوائل غنيم لحظة إطلاق سراحه... على يوتيوب
- لقاء وائل غنيم على قناة دريم في العاشرة مساءً بعد الإفراج عنه مباشرةً... على يوتيوب
- مقطع على اليوتيوب حيث يجهش وائل غنيم بالبكاء أثناء عرض صور الشهداء... على يوتيوب